# Floruit
Floruit (/ˈflɔːru.ɪt/, означава цъфнал, разцъфтял на латински език, среща се в съкратена форма като fl. или flor.) е понятие, използвано за обозначаване на определена дата или период в биографията на даден човек, за които има доказателства, че е бил жив, активен или е постигнал своя разцвет (апогей или връхна точка). Среща се предимно в академични и научни текстове.

## Употреба
Като понятие с описаното значение се използва в генеалогията и в текстове на исторически теми, когато датите на раждане или смърт на даден човек са неизвестни, но съществуват някои други доказателства, свидетелстващи за времето, по което е бил жив. Например, ако са запазени и открити завещания, обявени от Джон Джоунс през 1204 и 1229 г., както и документ за брака му през 1197 г., той може да бъде записан като „Джон Джоунс (fl. 1197–1229)“, въпреки че е роден преди 1197 г. и вероятно е починал след 1229 г.
Терминът често се използва и в историята на изкуството, когато се датира кариерата на художник. В този контекст с floruit се обозначава активният период на твореца, който обикновено започва след като е получил своето обучение и е започнал да подписва работите си или да бъде страна по договори.
В някои случаи може да се замени с фразата „активен между [дата] и [дата]“, в зависимост от контекста и ако пространството или стилът позволяват.
В речника на английския език на издателство „ХарпърКолинс“ за floruit е дадено едно единствено значение, което има отношение към случаите на употреба на понятието: „използва се за обозначаване на периода, когато историческа личност, чиито дати на раждане и смърт са неизвестни, е била най-активна“.